# Schizochilus sulphureus
Schizochilus sulphureus là một loài thực vật có hoa trong họ Lan. Loài này được nhà phân loại học Schltr. miêu tả khoa học đầu tiên năm 1915.